# 1929 en science-fiction
| Années de la science-fiction : 1926 - 1927 - 1928 - 1929 - 1930 - 1931 - 1932    |
| Décennies de la science-fiction : 1890 - 1900 - 1910 - 1920 - 1930 - 1940 - 1950 |

L'année 1929 est marquée, en matière de science-fiction, par les événements suivants.

## Naissances et décès

### Naissances
- 28 janvier : Parke Godwin, écrivain américain, mort en 2013.
- 9 avril : Zheng Wenguang, écrivain chinois, mort en 2003.
- 10 juillet : George Clayton Johnson, écrivain américain, mort en 2015.
- 16 juillet : Sheri S. Tepper, écrivain américain, morte en 2016.
- 27 août : Ira Levin, écrivain américain, mort en 2007.
- 1er octobre : Demètre Ioakimidis, écrivain et critique français, mort en 2012.
- 21 octobre : Ursula K. Le Guin, écrivain américaine, morte en 2018.
- 27 décembre : Philippe Curval, écrivain français.

### Décès
- 1er avril : Fuboku Kosakai (小酒井 不木), nom de plume de Mitsuji Kosakai (小酒井 光次), médecin, traducteur et écrivain japonais, né en 1890, mort à 38 ans.

## Événements
- Création du magazine Wonder Stories, édité par Hugo Gernsback.
- Création de la collection Le Livre de l'aventure.

## Prix
Les prix littéraires de science-fiction actuellement connus n'existaient alors pas.

## Parutions littéraires

### Romans
- Jusqu'à la Lune en fusée aérienne par Otfrid von Hanstein.

### Nouvelles
- Le Dernier Homme par Wallace G. West.
- L'Éclair mortel par Hugo Gernsback.
- La Machine à désintégrer par Arthur Conan Doyle.
- The Undersea Tube par L. Taylor Hansen.
- What the Sodium Lines Revealed par L. Taylor Hansen.

## Sorties audiovisuelles

### Films
- La Femme sur la Lune par Fritz Lang.
- L'Île mystérieuse par Lucien Hubbard.
- Point ne tueras par Maurice Elvey.